# Stephan Rottkamp
Stephan Rottkamp (* 23. Mai 1971) ist ein deutscher Theaterregisseur.
Er studierte Theaterwissenschaften und Neuere Deutsche Literatur in München. Danach war er Regieassistent am Bayerischen Staatsschauspiel München und am Wiener Burgtheater, unter anderem bei Andreas Kriegenburg und Peter Zadek. 
Eigene Inszenierungen hatte er am Burgtheater, am Thalia Theater (Hamburg), bei den Münchner Kammerspielen, am Schauspielhaus Bochum, Residenztheater München, Staatstheater Braunschweig, Schauspiel Hannover, am Staatstheater Stuttgart, am Theater Freiburg und am Schauspielhaus Graz. 
Von 2006 bis 2010 war er leitender Regisseur am Düsseldorfer Schauspielhaus.

## Inszenierungen (Auswahl)
- Nora oder Ein Puppenheim (Henrik Ibsen)
- Hedda Gabler (Henrik Ibsen)
- Die Wildente (Henrik Ibsen)
- Die Jungfrau von Orleans (Friedrich Schiller)
- Kabale und Liebe (Friedrich Schiller, Einladung zu den Mannheimer Schillertagen 2005)
- RÄUBER! (Friedrich Schiller)
- Der blaue Boll (Ernst Barlach)
- Einsame Menschen (Gerhart Hauptmann)
- Prinz Friedrich von Homburg (Heinrich von Kleist)
- Das Käthchen von Heilbronn (Heinrich von Kleist)
- Gefährliche Liebschaften (Pierre-Ambroise-François Choderlos de Laclos)
- Krankheit der Jugend (Ferdinand Bruckner)
- Die Zofen (Jean Genet)
- Rottweiler (Thomas Jonigk)
- Miss Sara Sampson (Gotthold Ephraim Lessing)
- Minna von Barnhelm (Gotthold Ephraim Lessing)
- Klaras Verhältnisse (Dea Loher)
- Am schwarzen See (Dea Loher)
- Othello, Venedigs Neger (William Shakespeare)
- Bluthochzeit (Federico García Lorca)
- Fegefeuer in Ingolstadt (Marieluise Fleißer)
- Diesseits (Thomas Jonigk)
- Maria Magdalena (Friedrich Hebbel)
- Die Familie Schroffenstein (Heinrich von Kleist)
- Die Leiden des jungen Werther (Johann Wolfgang von Goethe)
- Endstation Sehnsucht (Tennessee Williams)
- Der Sturm (William Shakespeare) am Schauspielhaus Graz
- Der Revisor (Nikolaj Gogol) am Schauspielhaus Graz
- Hamlet (William Shakespeare)
- Verzicht auf zusätzliche Beleuchtung (Oliver Bukowski)